# فريدي روشي
فريدي روشي (بالإنجليزية: Freddie Roach)‏ هو عازف جاز أمريكي، ولد في 11 مايو 1931 في ذا برونكس في الولايات المتحدة، وتوفي في 3 أكتوبر 1980 في كاليفورنيا في الولايات المتحدة.

## وصلات خارجية
- فريدي روشي على موقع ميوزك برينز (الإنجليزية)
- فريدي روشي على موقع أول ميوزيك (الإنجليزية)
- فريدي روشي على موقع ديسكوغز (الإنجليزية)